# Seevetal
Seevetal è un comune di 41 931 abitanti, della Bassa Sassonia, in Germania.

Appartiene al circondario di Harburg (targa WL).
Seevetal si fregia del titolo di "Comune indipendente" (Selbständige Gemeinde).

## Amministrazione

### Gemellaggi
Seevetal è gemellata con:
- Decatur, dal 1975